# Сплутані квантові стани
Квантова сплутаність — квантовомеханічне явище, при якому квантовий стан двох або більшої кількості об'єктів повинен описуватися у взаємозв'язку один з одним, навіть якщо окремі об'єкти рознесені в просторі. Внаслідок цього виникають кореляції між спостережуваними фізичними властивостями об'єктів. Наприклад, гіпотетично можна так приготувати дві частинки в єдиному квантовому стані, що коли одна частинка спостерігається в стані зі спіном, спрямованим вгору, то спін іншої виявляється спрямованим вниз, і навпаки, і це попри те, що за принципами квантової механіки, передбачити, яка частинка фактично рухатиметься в заданому напрямку, неможливо. Іншими словами, створюється враження, що вимірювання над однією системою миттєво впливають на систему, сплутану з нею. Однак те, що розуміється під інформацією в класичному сенсі, все-таки не може бути передано через заплутаність швидше, ніж зі швидкістю світла.

## Загальна характеристика
Сенс слова «сплутаність» полягає у збереженні зв'язку навіть після складної історії руху квантової частинки. Тож за наявності зв'язку між двома частинками в клубку фізичної системи, «смикнувши» одну частинку, можна визначити стан іншої.
Квантова сплутаність є основою таких майбутніх технологій, як квантовий комп'ютер і квантова криптографія, а також вона була використана в дослідах з квантової телепортації. У теоретичному й філософському плані це явище є одним із найбільш революційних властивостей квантової теорії, оскільки очевидно, що передбачені квантовою механікою кореляції абсолютно несумісні з уявленнями про, здавалося б, очевидну локальність реального світу, за якої інформація про стан системи може пересилатися лише через її найближче оточення. Різні погляди на те, що насправді відбувається під час процесу квантовомеханічного сплутування, ведуть до різних інтерпретацій квантової механіки.

## Теорія
Принципи квантової механіки стверджують, що однакові квантові частинки неможливо жодним чином розрізнити чи навіть індексувати. Ці принципи вимагають від хвильових функцій квантовомеханічних систем повної симетричності або антисиметричності щодо перестановки частинок. Крім того, в квантовій механіці справедливий принцип суперпозиції: існування станів із невизначеними характеристиками. Спільна дія цих двох принципів призводить до сплутування квантових станів.
Розглянемо систему з двох квантових часток, одна з яких має властивість M, інша властивість N. Використовуючи бра-кет нотацію можна записати стани цих двох частинок як {\displaystyle |M\rangle } і {\displaystyle |N\rangle }. При розгляді системи з цих двох частинок принцип нерозрізнюваності вимагає неможливості визначення того, яка саме частинка має ту чи іншу властивість. Як наслідок, можливе існування двох станів: симетричного й антисиметричного
{\displaystyle \psi _{+}={\frac {1}{\sqrt {2}}}(|M,N\rangle +|N,M\rangle )}
{\displaystyle \psi _{-}={\frac {1}{\sqrt {2}}}(|M,N\rangle -|N,M\rangle )}
Такі стани називаються сплутаними. Як наслідок, при вимірюванні стану однієї з частинок експериментатор може отримати з однаковою ймовірністю або властивість M, або властивість N. Однак, вимірявши стан однієї частинки й отримавши M, спостерігач точно знатиме, що друга частинка має властивість N і навпаки. Можна уявити собі експеримент, коли дві частинки розбігаються на значну віддаль: світлові роки одна від одної. До вимірювання стан обох частинок невизначений: при вимірюванні можна отримати як властивість M, так і властивість N. Однак, провівши вимірювання стану однієї з частинок і отримавши певне значення, експериментатор миттєво впливає на те значення, яке можна отримати при вимірюванні іншої, дуже далекої частинки.
Така можливість миттєвого впливу на стан віддаленої частинки викликала гострі заперечення у частини фізиків, зокрема у Ейнштейна. Детальний аналіз ситуації, проте, показує, що пересилання інформації зі швидкістю більшою за швидкість світла в таких системах неможливе, тобто принцип причинності не порушується.

## Історія

Генерація заплутаних фотонів у результаті спонтанного параметричного розсіяння (СПР) лазерного потоку в нелінійному кристалі.

У 1935 році Ейнштейн, Подольський і Розен сформулювали знаменитий парадокс Ейнштейна — Подольського — Розена, який показав, що через заплутаність квантова механіка стає засобом миттєвого обміну повідомленнями. Відомо, як Ейнштейн висміював заплутаність, називаючи її «страховидною дією на відстані» (spooky action at distance). Природно нелокальність заплутаності суперечила постулату теорії відносності про граничну швидкість пересилання сигналу (швидкість світла).
З іншого боку, квантова механіка чудово зарекомендувалася в передбаченні експериментальних результатів. Фактично спостерігалися навіть сильні кореляції, що відбуваються завдяки феномену заплутування. Є спосіб, який дозволяє, здавалося б, успішно пояснити квантове заплутування — підхід теорії прихованих параметрів, при якому за кореляції відповідають цілком визначені, але невідомі мікроскопічні параметри. Проте, в 1964 році Джон Стюарт Белл сформулював теорему, яка дозволяє розрізнити результати, передбачені квантовою механікою, та результати, які передбачаються широким класом теорій з локальними прихованими параметрами. Результати експериментальних перевірок надали підтвердження квантової механіки. Існують заперечення, що в цих експериментах є ряд вузьких місць, але загальновизнано, що вони несуттєві.
Заплутування призводить до цікавих взаємин з принципом відносності, який стверджує, що інформація не може переноситися з місця на місце швидше, ніж швидкістю світла. Хоча дві системи можуть бути розділені великою відстанню і бути при цьому заплутаними, передати через зв'язок між ними корисну інформацію неможливо, тому через заплутаність причинність не порушується. Це відбувається з двох причин:
1. Результати вимірювань у квантовій механіці мають принципово ймовірнісний характер;
2. Теорема про клонування квантового стану забороняє статистичну перевірку заплутаних станів.

Клаус Шультен, вивчаючи реакції переносу електронів у фотосинтезі (швидкими триплетами, збудженими станами молекул з парою електронів з паралельними спінами), показав, що магнітні поля можуть впливати на біологічно відповідні реакції (в тому числі магніторецепцію — навігацію птахів у магнітному полі Землі).

## Отримання заплутаних квантових станів
Генерація заплутаних фотонів в результаті спонтанного параметричного розсіяння (СПР) лазерного потоку в нелінійному кристалі.
У найпростішому випадку джерелом S потоків заплутаних фотонів слугує певний нелінійний матеріал, на який спрямовується лазерний потік певної частоти та інтенсивності (схема з одним емітером). В результаті спонтанного параметричного розсіювання (СПР) на виході виходять два конуси поляризації H та V, що несуть пари фотонів у заплутаному квантовому стані (біфотони).
При СПР II типу під впливом поляризованого лазерного випромінювання накачування в кристалі бета-борату барію спонтанно народжуються біфотони, сума частот яких дорівнює частоті випромінювання накачування:
{\displaystyle \omega 1+\omega 2=\omega }
а поляризації ортогональні в базисі, який визначається орієнтацією кристалу. Завдяки подвійному променезаломлюванню, при певних умовах фотони мають одну частоту і випромінюються уздовж двох конусів, які не мають загальної осі. При цьому в одному конусі поляризація вертикальна, а в другому — горизонтальна (стосовно орієнтації кристалу і поляризації випромінювання накачування). При СПР для хвильових векторів також справедливо
{\displaystyle {\vec {k_{1}}}+{\vec {k_{2}}}={\vec {k}}}
тому, якщо забирати один фотон біфотонної пари з однієї лінії перетину конусів, то другий фотон завжди можна забрати з другої лінії перетину.
У кристалі фотони різних поляризацій поширюються з різною швидкістю, тому в реальній експериментальній установці кожен пучок додатково пропускається через такий же кристал половинної товщини, повернутий на 90°. Крім того, для нівелювання поляризаційних ефектів, в одному з пучків вертикальна і горизонтальна поляризації міняються місцями за допомогою комбінації півхвильової і чвертьхвильової пластинок. Створювані в результаті СПР члени біфотонної пари можна позначити індексами 1 і 2, при цьому:
1. Кожен фотон з рівною ймовірністю може знаходитися в одному з двох станів поляризації або поляризації фотонів ортогональні,
2. Кожен фотон з рівною ймовірністю може потрапити в пучок m або n — це ми назвемо просторовим станом фотону — мода m і мода n.
3. Множник, що описує стан поляризації, є одним з чотирьох беллових максимально заплутаних станів: кожен фотон з рівною ймовірністю може потрапити в пучок m або n — це ми назвемо просторовим станом фотону — мода {\displaystyle {\mathcal {j}}m{\mathcal {i}}} та мода {\displaystyle {\mathcal {j}}n{\mathcal {i}}}.

За аналогією з двощілинним експериментом два можливих варіанти вимірювання поляризації (після повороту в одному з пучків поляризації однакові) можна описати суперпозицією добутків {\displaystyle {\mathcal {j}}x{\mathcal {i}}_{1}{\mathcal {j}}x{\mathcal {i}}_{2}} та {\displaystyle {\mathcal {j}}y{\mathcal {i}}_{1}{\mathcal {j}}y{\mathcal {i}}_{2}}, а можливі варіанти вимірювання просторових мод {\displaystyle {\mathcal {j}}m{\mathcal {i}}_{1}{\mathcal {j}}n{\mathcal {i}}_{2}} та {\displaystyle {\mathcal {j}}n{\mathcal {i}}_{1}{\mathcal {j}}m{\mathcal {i}}_{2}} .
Оскільки стан поляризації і просторові моди незалежні, то загальна хвильова функція набуває вигляду:
{\displaystyle {\mathcal {j}}\Psi {\mathcal {i}}={\frac {1}{\sqrt {2}}}({\mathcal {j}}x{\mathcal {i}}_{1}{\mathcal {j}}x{\mathcal {i}}_{2}+e^{i\alpha }{\mathcal {j}}y{\mathcal {i}}_{1}{\mathcal {j}}y{\mathcal {i}}_{2})\cdot {\frac {1}{\sqrt {2}}}({\mathcal {j}}m{\mathcal {i}}_{1}{\mathcal {j}}n{\mathcal {i}}_{2}+e^{i\beta }{\mathcal {j}}n{\mathcal {i}}_{1}{\mathcal {j}}m{\mathcal {i}}_{2})}.
Фотони є бозонами, тому хвильова функція пари фотонів повинна бути симетричною щодо перестановки індексів. У результаті симетризації отримуємо:
{\displaystyle {\mathcal {j}}\Psi {\mathcal {i}}={\frac {1}{\sqrt {2}}}({\mathcal {j}}x{\mathcal {i}}_{1}{\mathcal {j}}x{\mathcal {i}}_{2}+e^{i\phi }{\mathcal {j}}y{\mathcal {i}}_{1}{\mathcal {j}}y{\mathcal {i}}_{2})\cdot {\frac {1}{\sqrt {2}}}({\mathcal {j}}m{\mathcal {i}}_{1}{\mathcal {j}}n{\mathcal {i}}_{2}+{\mathcal {j}}n{\mathcal {i}}_{1}{\mathcal {j}}m{\mathcal {i}}_{2})}
Орієнтацією компенсаційних кристалів фазовий множник можна привести до 1. і остаточний вигляд хвильової функції біфотона дорівнює:
{\displaystyle {\mathcal {j}}\Psi {\mathcal {i}}={\frac {1}{\sqrt {2}}}({\mathcal {j}}x{\mathcal {i}}_{1}{\mathcal {j}}x{\mathcal {i}}_{2}+{\mathcal {j}}y{\mathcal {i}}_{1}{\mathcal {j}}y{\mathcal {i}}_{2})\cdot {\frac {1}{\sqrt {2}}}({\mathcal {j}}m{\mathcal {i}}_{1}{\mathcal {j}}n{\mathcal {i}}_{2}+{\mathcal {j}}n{\mathcal {i}}_{1}{\mathcal {j}}m{\mathcal {i}}_{2})}
Множник, що описує стан поляризації, є одним з чотирьох беллових максимально заплутаних станів:
{\displaystyle {\mathcal {j}}\Phi ^{+}{\mathcal {i}}_{12}={\frac {1}{\sqrt {2}}}({\mathcal {j}}x{\mathcal {i}}_{1}{\mathcal {j}}x{\mathcal {i}}_{2}+{\mathcal {j}}y{\mathcal {i}}_{1}{\mathcal {j}}y{\mathcal {i}}_{2})}
Вибір конкретного матеріалу залежить від постановки експерименту, використаної частоти і потужності. У таблиці нижче наводяться лише деякі часто використовувані неорганічні нелінійні кристали з регулярною доменною структурою.
| Речовина             | Формула  | Абревіатура |
| -------------------- | -------- | ----------- |
| бета-борат барію     | β-BaB2O4 | BBO         |
| триборат літію       | LiB3O5   | LBO         |
| титаніл фосфат калію | KTiOPO4  | KTP         |
| ниобат калію         | KNbO3    | —           |

Цікавим і порівняно молодим напрямком стали нелінійні кристали на органічній основі. Передбачалося, що органічні складові живих організмів повинні характеризуватися сильними нелінійними властивостями завдяки позиції орбіталей у π-зв'язку. Ці припущення підтвердилися, і кілька гуртів дослідників отримали високоякісні нелінійні кристали шляхом дегідратації насичених розчинів амінокислот. Деякі з цих кристалів:
| Речовина                     | Формула            | Абревіатура |
| ---------------------------- | ------------------ | ----------- |
| L-аргінін малеїн дигідрат    | С6Н14N4O2 + C4H4O4 | LAMD        |
| 2-L-метіонін малеїн дигідрат | C5H11NO2S + C4H4O4 | LMMM        |

LMMM з таблиці отримується кристалізацією суміші в пропорції два до одного L-метіоніну (метаболічний засіб) і малеїнової кислоти (харчова промисловість), тобто з промислових речовин. При цьому ефективність правильно вирощеного кристалу становить 90 % від дорожчого і важкодоступного неорганічного KTP.

## Застосування

### «Надсвітловий комунікатор» Герберта
Всього через рік після експерименту Аспе, в 1982 році, американський фізик Нік Герберт запропонував журналу «Foundations of Physics» статтю з ідеєю свого «надсвітлового комунікатора» на основі нового типу квантових вимірювань FLASH (First Laser-Amplified Superluminal Hookup). Як пізніше розповідав Ашер Перес, що був тоді одним з рецензентів журналу, помилковість ідеї була очевидною, але, на свій подив, він не знайшов конкретної фізичної теореми, на яку міг би коротко послатися. Тому він наполіг на публікації статті, оскільки це «пробудить помітний інтерес, а знаходження помилки призведе до помітного прогресу в нашому розумінні фізики». Стаття була надрукована, і в результаті дискусії Вуттерс, Зурек та Дікс сформулювали й довели теорему про заборону клонування. Так Перес викладає історію в статті, опублікованій через 20 років після описуваних подій.
Теорема про заборону клонування стверджує неможливість створення ідеальної копії довільного невідомого квантового стану. Дуже спрощуючи ситуацію, можна навести приклад із клонуванням живих істот. Можна створити ідеальну генетичну копію вівці, але не можна «клонувати» життя і долю прототипу.
Вчені зазвичай скептично ставляться до проектів зі словом «надсвітловий» у назві. До цього додався неортодоксальний науковий шлях самого Герберта. У 1970-х він разом з приятелем з Xerox PARC сконструював «метафазову друкарську машинку» для «комунікації з безтілесними духами» (результати інтенсивних експериментів були визнані учасниками непереконливими). А в 1985 Герберт написав книгу про метафізику в фізиці. Загалом, події 1982 року досить сильно скомпрометували ідеї квантової комунікації в очах потенційних дослідників, і до кінця XX століття істотного прогресу в цьому напрямку не спостерігалося.

### Квантова комунікація

Слабкі квантові вимірювання дозволяють вчасно зупинити «вбивство» кота Шредінгера і залишити його у вихідній суперпозиції «живий-мертвий».

Теорія квантової механіки забороняє передачу інформацію з надсвітловою швидкістю. Це пояснюється принципово ймовірнісним характером вимірювань і теоремою про заборону клонування. Уявімо рознесених у просторі спостерігачів А і Б, у яких є по примірнику квантово-заплутаних ящиків з котами Шредінгера, що знаходяться в суперпозиції «живий-мертвий». Якщо в момент t1 спостерігач А відкриває ящик, то його кіт рівноймовірно виявляється або живим, або мертвим. Якщо живим, то в момент t2 спостерігач Б відкриває свій ящик і знаходить там мертвого кота. Проблема в тому, що до вихідного вимірювання немає можливості передбачити, у кого саме що опиниться, а після — один кіт живий, інший мертвий, і тому ситуацію не повернути.
Обхід класичних обмежень був знайдений в 2006 році А. Коротковим і Е. Джорданом з Каліфорнійського університетуякого з них за рахунок слабких квантових вимірювань. Продовжуючи аналогію, виявилося, що можна не відкривати скриньку, а лише трохи підняти її кришку і підглянути в щілинку. Якщо стан кота невизначений, то кришку можна відразу закрити і спробувати ще раз. У 2008 році інша група дослідників з Каліфорнійського університетуякого з них оголосила про успішну експериментальну перевірку даної теорії. «Реінкарнація» кота Шредінгера стала можливою. Спостерігач А тепер може відкривати і закривати кришку скриньки, доки не переконається, що у спостерігача Б кіт виявиться в потрібному стані.
Відкриття можливості «зворотного колапсу» багато в чому перевернуло уявлення про базові принципи квантової механіки: Виникла ідея не просто передачі потоків заплутаних часток у рознесені в просторі приймачі, але і зберігання таких частинок невизначено довгий час у приймачах в стані суперпозиції для «подальшого використання». Ще з робіт Раньяді 1990 року було відомо про такі біфуркації Гопфа, які могли бути топологічними розв'язками рівнянь Максвелла. У перекладі на звичайну мову це означало, що теоретично (математично) можуть існувати ситуації, при яких пучок фотонів або окремий фотон буде нескінченно циркулювати по складній замкнутій траєкторії, виписуючи тор у просторі. До недавнього часу це залишалося просто ще однією математичною абстракцією. У 2008 році американські дослідникихто? зайнялися аналізом таких біфуркації то можливістю їхньої фізичної реалізації. В результаті було знайдено стабільні розв'язки і технічні способи, що дозволяють їх реалізувати. Виявилося, що пучок світла справді можна «згорнути в бублик» (точніше — в замкнутий тороїдальний вузол) і «покласти на місце», і такий стан залишиться стабільним і самопідтримуваним. На вересень 2011 про успішні лабораторні реалізації не повідомлялося, але тепер це питання технічних труднощів, а не фізичних обмежень.
Крім проблеми «суперпозиції» заплутаних часток залишається невирішеною проблема декогеренції, тобто втрати частинками заплутаності згодом через взаємодію з навколишнім середовищем. Навіть у фізичному вакуумі залишаються віртуальні частинки, які цілком успішно деформують фізичні тіла, як показує ефект Казимира, і, отже, теоретично можуть впливати на заплутані частинки.

### Квантова телепортація
Квантова телепортація (яка не є телепортацією в загальному сенсі слова), заснована на заплутаних квантових станах, використовується в таких інтенсивно досліджуваних галузях, як квантові обчислення і квантова криптографія.
Ідея квантових обчислень була вперше запропонована Ю. І. Маніним в 1980 роцідуже сумнівно. На вересень 2011 року повномасштабний квантовий комп'ютер є поки гіпотетичним пристроєм, побудова якого пов'язана з багатьма питаннями квантової теорії і з розв'язанням проблеми декогеренції. Обмежені (у кілька кубітів) квантові «мінікомп'ютери» вже створюються в лабораторіях. Перше вдале застосування з корисним результатом продемонстровано міжнародним колективом вчених у 2009 році. За квантовим алгоритмом була визначена енергія молекули водню. Втім, деякими дослідниками[хто?] висловлюється думка, що для квантових комп'ютерів заплутаність є, навпаки, небажаним побічним фактором.
Квантова криптографія використовується для пересилання зашифрованих повідомлень через два канали зв'язку, квантовий і традиційний. Перший протокол квантового розподілу ключа BB84 був запропонований Беннетом і Брассардом у 1984 році. Відтоді квантова криптографія була одним із прикладних напрямків квантової фізики, що швидко розвився, і до 2011 року кількома лабораторіями та комерційними фірмами були створені реальні прототипи передавачів і приймачів.
Ідея і привабливість квантової криптографії базується не на «абсолютній» криптостійкості, а на гарантованому сповіщенні, як тільки хто-небудь спробує перехопити повідомлення. Останнє базується на відомих до початку розробок законах квантової фізики і в першу чергу на незворотності колапсу хвильової функції. У зв'язку з відкриттям і успішним тестуванням оборотних слабких квантових вимірювань основи надійності квантової криптографії опинилися під великим питанням. Можливо, квантова криптографія увійде в історію, як система, для якої прототип «абсолютно надійного» передавача і прототип перехоплювача повідомлень були створені майже одночасно і до початку практичного використання самої системи.

### Квантова заплутаність і структура простору-часу
За Хіросі Огурі, M. Марколлою та іншими, квантова заплутаність породжує можливість додаткових перевірок гравітаційної теорії. Використання даних квантової заплутаності у двох вимірюваннях дозволяє обчислити густину вакуумної енергії, яка в тривимірному просторі проявляє себе у гравітаційній взаємодії. Це дає можливість інтерпретувати квантову заплутаність як умову, що накладається на густину енергії. Ці умови повинні задовольнятися в будь-якій квантової теорії гравітації, що є узгодженою і не суперечить ні загальній теорії відносності, ні квантовій механіці.

### Квантова заплутаність та передача даних
Дослідники у декількох країнах працюють над створенням робочої системи квантової передачі даних (або квантового інтернету). Для цього необхідно аби заплутаність виникала швидко і тривала досить довго, щоб встигнути передати інформацію на наступний вузол. Часткове рішення знайшли у Делфтському технічному університеті.
2014 року нідерландські учені телепортували інформацію[уточнити] через кімнату, а за рік ця відстань збільшилася до 1,3 км. 2017 року китайські дослідники змогли створити заплутані фотони та через супутник Micius передати їх до двох наземних лабораторій. Відстань між лабораторіями становила 1,2 тис. км. А на початку 2018 року вчені використали Micius, щоб відправити дані з Китаю аж до Австрії. У 2020 році дослідники планують створити квантову заплутаність із кількома вузлами та «зв'язати» 4 міста у Нідерландах.

## Досліди
16 серпня 2016 року в КНР був запущений перший супутник квантового зв'язку. Вартість супутника становила близько $100 млн, а дослідження відбувались в рамках проекту англ. Quantum Experiments at Space Scale (QUESS). Даний експеримент має довести можливість квантової передачі даних на великі відстані.
У випуску журналу Science за 16 червня 2017 року китайські вчені повідомили про встановлення нового рекорду дальності квантової передачі даних у 1203 км. При цьому дані передавались між супутником та наземними станціями.
В липні 2018 року група китайських дослідників повідомила про встановлення нового рекорду — їм вдалось створити систему сплутаних станів з 6-ма фотонами, кожен з трьома ступенями свободи. Отримана ними система на 18 кубіт здатна генерувати 218 = 262 144 станів.